# چشمه بناب قادرآباد
چشمه بناب دشت مرغاب در نزدیکی کارخانه یک و یک واقع شده‌است که درخت‌زاری محدوده اطراف آن را احاطه کرده‌است. این مکان که از گردشگاه‌های اهالی قادرآباد و سعادت‌آباد است، در حال حاضر مورد استفاده مسافران این مسیر نیز قرار می‌گیرد.